# Omphaloscelis teukyrana
Omphaloscelis teukyrana là một loài bướm đêm trong họ Noctuidae.